# 한산주

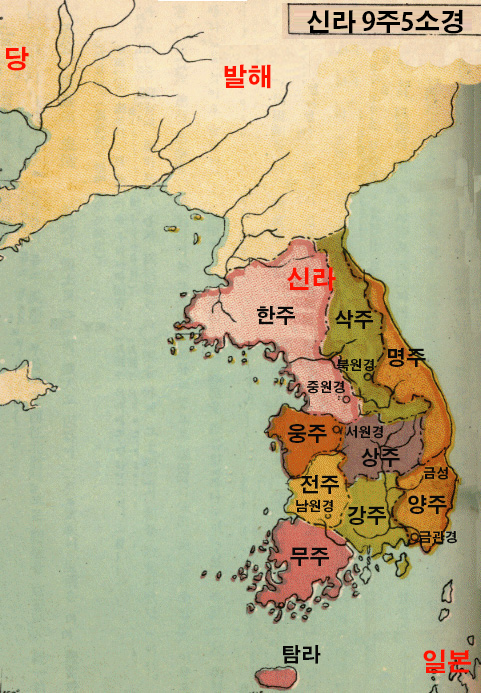
남북국 시대 신라의 9주 5소경

한산주(漢山州) 또는 한주(漢州)는 신라의 광역 행정구역인 9주 5소경의 한 주(州)이다. 중원경과 28개 군, 49개 현이 소속되어 있었으며, 직접 관할한 현은 2개이다.
주치(州治)는 백제 한성(漢城) 근처인 지금의 경기도 하남시(광주 고읍)로 추정되고, 영역은 지금의 경기도, 황해도, 강원도 철원군(김화 포함)·평강군·이천군, 충청북도 동북부(남한강 유역) 등이다.

## 연혁

### 한산주 이전
한산주가 있던 지역은 유사 이래 마한의 북쪽지역이었다. 그 이북에는 고조선, 낙랑군이 있었다. 기원전 1세기 후반에 온조왕이 이끄는 부여족 일파가 한강 유역으로 남하하자 낙랑과 말갈의 침입으로부터 방패막이로 사용하려는 마한의 의도로 서울 송파구, 강동구를 중심으로 백제를 세울 수 있었다. 그러나 백제는 한강 일대를 손안에 넣고 급속히 세력을 확장하기 시작해 마한 연맹체를 노령산맥 남쪽으로 밀어냈다.
314년 고구려 미천왕이 낙랑군에 이어 대방군을 병합함으로써, 고구려와 백제는 예성강(백제의 패수)에서 국경을 접했다. 두 나라는 백제 근초고왕이 371년 평양성을 공격해 고국원왕을 전사시킨 이후 서로 영토를 뺏고 뺏기면서 항쟁을 벌이다가, 475년 고구려 장수왕이 한성(漢城, 하남위례성)을 점령하고 백제를 현재의 경기도 지역에서 완전히 밀어내기에 이르렀다. 그 후 백제는 551년 한성 지역을 잠시 회복했지만 이내 신라가 점령해 신주(新州)를 설치하였다.

### 한산주
한산주의 치소 일대는 고구려 장수왕 이후 고구려가 점령하여 한산군(漢山郡)을 설치하였고, 백제 성왕 때 일시 회복했다가 553년 신라 진흥왕이 백제와의 동맹을 깨고 이 지역을 취하였다. 진흥왕은 이곳에 신주(新州)를 설치하여 백제로부터 빼앗은 지역을 관할하게 하였다. 557년(진흥왕 18년) 신주를 북한산(北漢山, 현 서울의 한강 이북 지역)으로 옮겼는데, 이후에는 전세(戰勢)에 따라 치소(治所)가 이동해 568년(진흥왕 29년)에는 남한강의 남천(현 경기도 이천시)으로 옮겼다가 604년(진평왕 26년)에 다시 한산정(漢山停, 현 경기도 하남시 일대)을 설치하였다. 660년에 백제가 멸망한 후 주의 거점과 명칭이 한산주로 정리된 것으로 보인다. 757년(경덕왕 16년)에 전국의 행정구역 명칭을 중국식 한자어로 고치면서 '한산주'도 '한주'로 개칭되었다. 혜공왕 때 행정구역 명칭을 원래 명칭으로 되돌렸다고 한다. 고려 때에 광주(廣州)로 개칭하였다.
한산주는 삼국 통일 전쟁 및 나당 전쟁 시기에도 영역이 계속 변화하였는데, 황해도 지역은 나당 전쟁 직후까지 군·현이 설치되지 않은 채로 남아있다가 이후 영역을 정리하고 군·현을 설치하였다. 694년(효소왕 3년)에 송악성(松岳城 : 개성시)과 우잠성(牛岑城)을, 703년(성덕왕 2년)에 개성(開城)을 쌓았고, 748년(경덕왕 7년)에 14개 군·현을 설치하였으며, 762년에도 6개의 성을 쌓았다. 헌덕왕 때 취성군(取城郡)을 설치하고 826년 패강에 길이 300리의 장성(長城)을 쌓아 한산주의 북쪽 경계가 완성되었다.
《삼국사기》〈지리지〉에는 경덕왕이 고친 명칭을 기준으로 기록되어 있다.

### 패강진
신라는 황해도지역을 영토화하면서 이를 방어하고 동시에 적극적으로 북방으로의 진출을 꾀하고자 고구려의 옛 수도인 평양 부근에 패강진을 설치했다. 이로써 신라는 살수(薩水)유역까지 가시권에 넣게 되었고 발해와는 평북일대를 중립지대로 두고 접했다. 나중에 신라가 쇠퇴하면서 이 지역은 무주지(無主地)가 되어 황폐화되었다가 후삼국시대에 고려의 영토가 되어 서경(西京)으로 승격되었다.

### 한산주 이후
신라말이 되자 군웅의 할거와 토착호족에 의한 지방자치가 시작되었다. 지금의 안성일대인 죽주에서는 기훤(箕萱)의 세력이 웅거하고 있었고 패서일대에서는 박지윤과 유천궁, 용건 등의 호족들이 군집하고 있었다. 특히 박지윤은 그 출신이 신라왕실의 후손임에도 고구려의 장군인 대모달(大模達)을 자칭하고 있을 만큼 이 지역은 반(反)신라감정을 드러내고 있었다. 나중에 궁예는 자신의 새나라를 세우면서 이점을 적극 활용해 고려를 칭했다. 궁예는 처음에 패서일대인 개성을 중심으로 나라를 세워 한반도의 중부지역을 차지했다가 나중에 철원으로 옮겨 마진, 태봉으로 바꾸고 과도한 중앙집권제를 추구하는 등 패서호족의 반감을 사서 결국 왕건에게 나라를 뺐기고 명성산(鳴聲山)에서 패사했다. 왕건의 고려는 다시 패서지역에서 후삼국 통일의 기반을 닦았다.
983년(고려 성종 2년)에 12목이 설치되면서 옛 한산주에는 양주(楊州)·광주(廣州)·해주(海州)·황주(黃州)의 4주가 설치되었고, 995년(성종 14년)에 10도를 두면서 관내도(關內道)가 설치되었다. 5도 양계로 이행한 후 관내도는 개경일대의 경기를 제외하고 양광도와 서해도로 분할되었다. 조선시대에 각각 지금의 경기도와 황해도가 되었다.

## 소속 군현
757년 경덕왕이 지명을 고쳤을 당시 한산주에는 1개 소경, 27개 군, 46개 현이 소속되어 있었다고 한다. 그러나 《삼국사기》〈지리지〉에 전하는 한주 조에는 1개 소경, 28개 군, 49개 현이 나타나고 있는데, 이는 헌덕왕 때 설치된 취성군과 그 소속 현이 포함되었기 때문이다.
한편, 《삼국사기》〈지리지〉에는 한산주 소속 군현의 옛 지명을 옛 백제 땅이었던 곳도 고구려 시기의 지명으로 기록하고 있다. 즉, 《삼국사기》나 《세종실록 지리지》 등에서 쓴 "本高句麗"는 해당 지역이 신라가 영토로 흡수하기 전 고구려 땅이었다는 뜻이지, 그렇게 쓴 지역이 전부 본래부터 고구려 땅이었다는 뜻은 아니다. 아래 표에서 특별한 표시가 없는 옛 지명은 모두 고구려의 지명이다.
| 군             | 원래 군명 및 다른 이름                                                                  | 현재 지명                                  | 소속 현        | 원래 현명 및 다른 이름                                                         | 현재 지명                |
| -------------- | --------------------------------------------------------------------------------------- | ------------------------------------------ | -------------- | ------------------------------------------------------------------------------ | ------------------------ |
| 한주(漢州)     | 백제 한성(漢城, 하남위례성), 고구려 한산군(漢山郡), 신라 신주(新州)→한산주(漢山州)      | 경기도 하남시·광주시, 서울시 송파구·강동구 | 황무현(黃武縣) | 남천현(南川縣) 또는 남매(南買)                                                 | 이천시                   |
| 한주(漢州)     | 백제 한성(漢城, 하남위례성), 고구려 한산군(漢山郡), 신라 신주(新州)→한산주(漢山州)      | 경기도 하남시·광주시, 서울시 송파구·강동구 | 거서현(巨黍縣) | 구성현(駒城縣) 또는 멸오(滅烏)                                                 | 용인시                   |
| 중원경(中原京) | 고구려 국원성(國原城) 또는 미을성(未乙省) 또는 탁장성(託長城), 신라 국원소경(國原小京)  | 충청북도 충주시                            | -              | -                                                                              | -                        |
| 한양군(漢陽郡) | 고구려 북한산군(北漢山郡) 또는 평양(平壤), 또는 남평양성(南平壤城), 백제 북한성(北漢城) | 서울특별시 (한강 이북 지역)                | 황양현(荒壤縣) | 골의노현(骨衣奴縣)                                                             | 남양주시 진접읍          |
| 한양군(漢陽郡) | 고구려 북한산군(北漢山郡) 또는 평양(平壤), 또는 남평양성(南平壤城), 백제 북한성(北漢城) | 서울특별시 (한강 이북 지역)                | 우왕현(遇王縣) | 개백현(皆伯縣) 또는 왕봉현(王逢縣)                                             | 고양시 덕양구 행주내동   |
| 율진군(栗津郡) | 율목군(栗木郡) 또는 동사힐(冬斯肹)                                                      | 경기도 과천시                              | 곡양현(穀壤縣) | 잉벌노현(仍伐奴縣)                                                             | 서울특별시 금천구        |
| 율진군(栗津郡) | 율목군(栗木郡) 또는 동사힐(冬斯肹)                                                      | 경기도 과천시                              | 공암현(孔巖縣) | 제차파의현(齊次巴衣縣)                                                         | 서울특별시 양천구·강서구 |
| 율진군(栗津郡) | 율목군(栗木郡) 또는 동사힐(冬斯肹)                                                      | 경기도 과천시                              | 소성현(邵城縣) | 매소홀현(買召忽縣) 또는 미추홀(彌鄒忽)                                         | 인천광역시 미추홀구      |
| 내소군(來蘇郡) | 매성현(買省縣) 또는 마홀(馬忽)                                                          | 경기도 양주시                              | 중성현(重城縣) | 칠중현(七重縣) 또는 난은별(難隱別)                                             | 파주시 적성면            |
| 내소군(來蘇郡) | 매성현(買省縣) 또는 마홀(馬忽)                                                          | 경기도 양주시                              | 파평현(波平縣) | 파해평사현(波害平史縣) 또는 액봉(頟蓬)                                         | 파주시 파평면            |
| 장제군(長堤郡) | 주부토군(主夫吐郡)                                                                      | 인천광역시 계양구·부평구                   | 수성현(戍城縣) | 수이홀(首尒忽)                                                                 | 김포시 대곶면            |
| 장제군(長堤郡) | 주부토군(主夫吐郡)                                                                      | 인천광역시 계양구·부평구                   | 김포현(金浦縣) | 검포현(黔浦縣)                                                                 | 김포시 시내지역          |
| 장제군(長堤郡) | 주부토군(主夫吐郡)                                                                      | 인천광역시 계양구·부평구                   | 동성현(童城縣) | 동자홀현(童子忽縣) 또는 동산현(㠉山縣) 또는 구사파의(仇斯波衣)                 | 김포시 하성면            |
| 장제군(長堤郡) | 주부토군(主夫吐郡)                                                                      | 인천광역시 계양구·부평구                   | 분진현(分津縣) | 평유압현(平唯押縣) 또는 평회압현(平淮押縣) 또는 별사파의(別史波衣)             | 김포시 월곶면            |
| 해구군(海口郡) | 혈구군(穴口郡) 또는 갑비고차(甲比古次)                                                  | 인천광역시 강화군 강화읍                   | 호음현(沍陰縣) | 동음나현(冬音奈縣) 또는 휴음(休陰)                                             | 강화군 하점면            |
| 해구군(海口郡) | 혈구군(穴口郡) 또는 갑비고차(甲比古次)                                                  | 인천광역시 강화군 강화읍                   | 교동현(喬桐縣) | 고목근현(高木根縣) 또는 달을참(達乙斬)                                         | 강화군 교동면            |
| 해구군(海口郡) | 혈구군(穴口郡) 또는 갑비고차(甲比古次)                                                  | 인천광역시 강화군 강화읍                   | 수진현(守鎭縣) | 수지현(首知縣) 또는 신지(新知)                                                 | 강화군 양도면            |
| 장구군(獐口郡) | 장항구현(獐項口縣) 또는 고사야홀차(古斯也忽次)                                          | 경기도 안산시                              | -              | -                                                                              | -                        |
| 수성군(水城郡) | 매홀군(買忽郡)                                                                          | 경기도 수원시                              | -              | -                                                                              | -                        |
| 당은군(唐恩郡) | 고구려 당성군(唐城郡), 신라 당항성(黨項城)                                              | 경기도 화성시 서신면                       | 차성현(車城縣) | 상홀현(上忽縣) 또는 차홀(車忽)                                                 | 평택시 안중읍            |
| 당은군(唐恩郡) | 고구려 당성군(唐城郡), 신라 당항성(黨項城)                                              | 경기도 화성시 서신면                       | 진위현(振威縣) | 부산현(釜山縣) 또는 송촌활달(松村活達)                                         | 평택시 진위면            |
| 백성군(白城郡) | 나혜홀(奈兮忽)                                                                          | 경기도 안성시                              | 적성현(赤城縣) | 사복홀(沙伏忽)                                                                 | 안성시 양성면            |
| 백성군(白城郡) | 나혜홀(奈兮忽)                                                                          | 경기도 안성시                              | 사산현(蛇山縣) | 사산현(蛇山縣)                                                                 | 천안시 서북구 직산읍     |
| 개산군(介山郡) | 개차산군(皆次山郡)                                                                      | 경기도 안성시 죽산면                       | 음죽현(陰竹縣) | 노음죽현(奴音竹縣)                                                             | 이천시 장호원읍          |
| 소천군(泝川郡) | 술천군(述川郡) 또는 성지매(省知買)                                                      | 경기도 여주시 흥천면                       | 황효현(黃驍縣) | 골내근현(骨乃斤縣)                                                             | 여주시                   |
| 소천군(泝川郡) | 술천군(述川郡) 또는 성지매(省知買)                                                      | 경기도 여주시 흥천면                       | 빈양현(濱陽縣) | 양근현(楊根縣) 또는 거사참(去斯斬)                                             | 양평군 양평읍            |
| 교하군(交河郡) | 천정구현(泉井口縣) 또는 어을매곶(於乙買串)                                              | 경기도 파주시 교하읍                       | 봉성현(峯城縣) | 술이홀현(述尒忽縣) 또는 수니홀(首泥忽)                                         | 파주시 파주읍            |
| 교하군(交河郡) | 천정구현(泉井口縣) 또는 어을매곶(於乙買串)                                              | 경기도 파주시 교하읍                       | 고봉현(高烽縣) | 달을성현(達乙省縣)                                                             | 고양시 일산동구 성석동   |
| 견성군(堅城郡) | 마홀군(馬忽郡) 또는 비성군(臂城郡)                                                      | 경기도 포천시 군내면                       | 사천현(沙川縣) | 내을매현(內乙買縣) 또는 내이미(內尒米)                                         | 동두천시 송내동          |
| 견성군(堅城郡) | 마홀군(馬忽郡) 또는 비성군(臂城郡)                                                      | 경기도 포천시 군내면                       | 동음현(洞陰縣) | 양골현(梁骨縣)                                                                 | 포천시 영중면            |
| 철성군(鐵城郡) | 철원군(鐵圓郡) 또는 모을동비(毛乙冬非)                                                  | 강원도 철원군 철원읍                       | 동량현(㠉梁縣) | 승량현(僧梁縣) 또는 비물(非勿)                                                 | 연천군 인목면            |
| 철성군(鐵城郡) | 철원군(鐵圓郡) 또는 모을동비(毛乙冬非)                                                  | 강원도 철원군 철원읍                       | 공성현(功成縣) | 공목달현(功木達縣) 또는 웅섬산(熊閃山)                                         | 연천군 연천읍            |
| 부평군(富平郡) | 부여군(夫如郡)                                                                          | 강원도 철원군 김화읍                       | 광평현(廣平縣) | 부양현(斧壤縣) 또는 어사내현(於斯內縣)                                         | 평강군 평강읍            |
| 괴양군(槐壤郡) | 잉근내군(仍斤內郡)                                                                      | 충청북도 괴산군                            | -              | -                                                                              | -                        |
| 흑양군(黑壤郡) | 금물노군(今勿奴郡) 또는 금물내군(今勿內郡) 또는 만노(萬弩)                              | 충청북도 진천군                            | 도서현(都西縣) | 도서현(道西縣) 또는 도분(都盆)                                                 | 증평군 도안면            |
| 흑양군(黑壤郡) | 금물노군(今勿奴郡) 또는 금물내군(今勿內郡) 또는 만노(萬弩)                              | 충청북도 진천군                            | 음성현(陰城縣) | 잉홀현(仍忽縣)                                                                 | 음성군 음성읍            |
| 송악군(松岳郡) | 부소갑(扶蘇岬)                                                                          | 개성시                                     | 여비현(如羆縣) | 약두치현(若豆恥縣) 또는 약지두치현(若只頭恥縣) 또는 삭두(朔頭) 또는 의두(衣頭) | 파주시 장단 진서면       |
| 송악군(松岳郡) | 부소갑(扶蘇岬)                                                                          | 개성시                                     | 강음현(江陰縣) | 굴압현(屈押縣) 또는 굴어압(屈於押) 또는 홍서(紅西)                             | 금천군 서북면            |
| 개성군(開城郡) | 동비홀(冬比忽)                                                                          | 개성시 개풍구역                            | 덕수현(德水縣) | 덕물현(德勿縣)                                                                 | 개성시 판문구역          |
| 개성군(開城郡) | 동비홀(冬比忽)                                                                          | 개성시 개풍구역                            | 임진현(臨津縣) | 진림성(津臨城) 또는 오아홀(烏阿忽)                                             | 파주시 장단 군내면       |
| 토산군(兎山郡) | 오사함달현(烏斯含達縣)                                                                  | 황해북도 토산군                            | 안협현(安峽縣) | 아진압현(阿珍押縣) 또는 궁악(窮嶽)                                             | 강원도 철원군            |
| 토산군(兎山郡) | 오사함달현(烏斯含達縣)                                                                  | 황해북도 토산군                            | 삭읍현(朔邑縣) | 소읍두현(所邑豆縣)                                                             | 경기도 연천군 중면       |
| 토산군(兎山郡) | 오사함달현(烏斯含達縣)                                                                  | 황해북도 토산군                            | 이천현(伊川縣) | 이진매현(伊珍買縣)                                                             | 강원도 이천군 이천면     |
| 우봉군(牛峯郡) | 우잠군(牛岑郡) 또는 우령(牛嶺) 또는 수지의(首知衣)                                      | 황해북도 금천군 현내리                     | 임강현(臨江縣) | 장항현(獐項縣) 또는 고사야홀차(古斯也忽次)                                     | 연천군 왕징면            |
| 우봉군(牛峯郡) | 우잠군(牛岑郡) 또는 우령(牛嶺) 또는 수지의(首知衣)                                      | 황해북도 금천군 현내리                     | 장단현(長湍縣) | 장천성현(長淺城縣) 또는 야야(耶耶) 또는 야아(夜牙)                             | 연천군 장남면            |
| 우봉군(牛峯郡) | 우잠군(牛岑郡) 또는 우령(牛嶺) 또는 수지의(首知衣)                                      | 황해북도 금천군 현내리                     | 임단현(臨端縣) | 마전천현(麻田淺縣) 또는 이사파홀(泥沙波忽)                                     | 연천군 미산면            |
| 영풍군(永豐郡) | 대곡군(大谷郡) 또는 다지홀(多知忽)                                                      | 황해북도 평산군 산성리                     | 단계현(檀溪縣) | 수곡성현(水谷城縣) 또는 매단홀(買旦忽)                                         | 신계군 다율면            |
| 영풍군(永豐郡) | 대곡군(大谷郡) 또는 다지홀(多知忽)                                                      | 황해북도 평산군 산성리                     | 진단현(鎭湍縣) | 십곡성현(十谷城縣) 또는 십곡현(十谷縣) 또는 덕돈홀(德頓忽)                     | 곡산군 곡산면            |
| 오관군(五關郡) | 오곡군(五谷郡) 또는 우차탄홀(于次呑忽)                                                  | 황해북도 서흥군 화곡리                     | 장새현(獐塞縣) | 장새현(獐塞縣) 또는 고소어(古所於)                                             | 수안군 수안면            |
| 서암군(栖嵒郡) | 휴암군(鵂嵒郡) 또는 휴류성(鵂鶹城) 또는 조파의(租波衣)                                  | 황해북도 봉산군 구읍리                     | -              | -                                                                              | -                        |
| 취성군(取城郡) | 동홀(冬忽) 또는 우동어홀(于冬於忽)                                                      | 황해북도 황주군                            | 토산현(土山縣) | 식달(息達) 또는 금달(今達) 또는 신달(薪達)                                     | 중화군 상원면            |
| 취성군(取城郡) | 동홀(冬忽) 또는 우동어홀(于冬於忽)                                                      | 황해북도 황주군                            | 당악현(唐嶽縣) | 가화압(加火押)                                                                 | 중화군 당정면            |
| 취성군(取城郡) | 동홀(冬忽) 또는 우동어홀(于冬於忽)                                                      | 황해북도 황주군                            | 송현현(松峴縣) | 부사파의현(夫斯波衣縣) 또는 구사현(仇史峴)                                     | 중화군 해압면            |
| 폭지군(瀑池郡) | 내미홀군(內米忽郡) 또는 지성(池城) 또는 장지(長池)                                      | 황해남도 해주시                            | -              | -                                                                              | -                        |
| 해고군(海皐郡) | 동삼홀군(冬彡忽郡) 또는 동음홀(冬音忽) 또는 시염성(豉鹽城)                              | 황해남도 연안군                            | 구택현(雊澤縣) | 도랍현(刀臘縣) 또는 치악성(雉嶽城)                                             | 배천군 정촌리            |
| 중반군(重盤郡) | 식성군(息城郡) 또는 한성군(漢城郡) 또는 한홀(漢忽) 또는 내홀(乃忽)                      | 황해남도 재령군                            | -              | -                                                                              | -                        |

## 같이 보기
- 신라의 행정 구역